# Preitenegg
Preitenegg é um município da Áustria localizado no distrito de Wolfsberg, no estado de Caríntia.